# Димитри, Александр
Алекса́ндр Дими́три (англ. Alexander Dimitry; 7 февраля 1805, Новый Орлеан, Луизиана, США — 30 января 1883, там же) — американский дипломат, лингвист и исследователь, посол США в Коста-Рике и Никарагуа (1859—1861). Один из крупнейших учёных Луизианы, пионер и реформатор школьного образования в этом штате. Научные занятия Димитри охватывали широкий спектр литературных и филологических исследований, а его частная библиотека насчитывала 15 000 томов. Владел 11 языками, включая древние и современные.

## Биография
Родился в семье грека Андреаса Дросакиса Димитри (1775—1852) и Марии Селесты Драгон (1777—1856). По линии матери его дедом был Майкл Драгон, первый грек, являвшийся официальным жителем Нового Орлеана, а бабкой — коренная американка из индейского племени алибаму.
Получил раннее образование у частных домашних учителей. Уже в 10-летнем возрасте в совершенстве владел классическим греческим языком и классической латынью, а также разговаривал на английском, французском, греческом, итальянском и испанском языках.
Посещал Новоорлеанскую классическую Академию и с отличием окончил Джорджтаунский университет (округ Колумбия).
Вернувшись в Луизиану, на протяжении двух лет преподавал в Колледже Батон-Ружа, а также являлся редактором английской версии публиковавшейся на французском языке газеты «L’Abeille» («The New Orleans Bee»). Несколько лет посвятил составлению подробного письменного труда «История английских имён», манускрипт которого сгорел.
В 1834 году принял назначение на должность клерка в Почтовом департаменте в Вашингтоне, которую занимал на протяжении восьми лет. В этот период являлся активным членом Литературного общества США, и пользовался успехом как преподаватель литературы и истории.
В 1842 году основал Институт Сент-Чарльз в приходе Сент-Чарльз, которым руководил до 1847 года, когда губернатор Луизианы Айзек Джонсон назначил его первым в штате суперинтендантом государственного образования. Будучи на протяжении четырёх лет (1847—1851) первопроходцем в этой новой сфере, Димитри организовал и инициировал систему государственных школ Луизианы.
В 1854 году был приглашён в Вашингтон, где получил назначение на должность переводчика иностранной дипломатической корреспонденции в Государственном департаменте США.
В 1859 году президент США Джеймс Бьюкенен направил Димитри в Центральную Америку (Коста-Рика и Никарагуа) в качестве министра-резидента. Когда в 1861 году разразилась Война между Штатами, и Луизиана вышла из Союза, Димитри сразу же подал в отставку и вернулся в Новый Орлеан. Президент Конфедерации Джефферсон Дэвис назначил его начальником финансового управления Почтовой службы с рангом помощника генерального почтмейстера.
К концу войны Димитри поселился в Нью-Йорке, где до 1867 года продолжил свою литературную деятельность, после чего вернулся в Новый Орлеан, получив должность помощника суперинтенданта государственных школ города.
В 1870 году избран профессором истории древнего мира в колледже Кристиан-Бразерс (Пасс-Кристиан, Миссисипи).
Многие труды Димитри остаются неопубликованными.
Умер 30 января 1883 года.

## Личная жизнь
С 1835 года был женат на Мэри Пауэлл Миллс (1816—1894), дочери знаменитого архитектора Роберта Миллса (1781—1855), автора проекта «Монумента Вашингтону». Пара имела несколько сыновей и дочерей. Их старший сын Джон Булл Смит Димитри (1835—1901) был историком и государственным деятелем.

## Память
Одна из школ Нового Орлеана носит имя Александра Димитри.